# Sportåret 1839

## Händelser

### Boxning

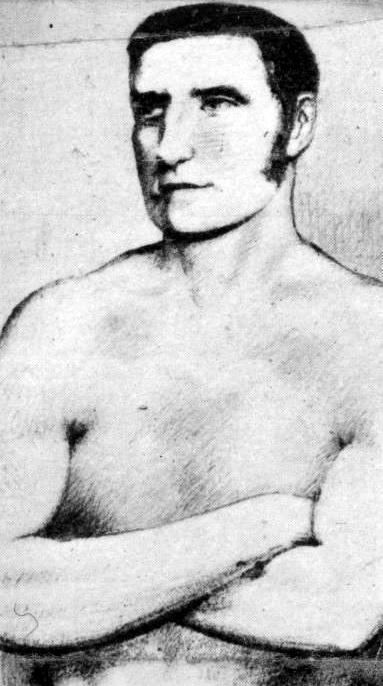
William Thompson.

- 19 januari – Jemmy Shaw besegrar Sambo Sutton i England. Matchen varar i 40 minuter.[1]

- 12 februari – William Thompson besegrar James Burke i Heather och tar över den engelska mästerskapstiteln i tungvikt från den pensionerade mästaren Jem Ward. Matchen varar i 24 minuter över tio ronder.[2] Burke diskas när han slår till Thompson medan denne är nere.[3]

- Mars – William Thompson skadar ena knät när han gör volter och tvingas tillfälligt dra sig tillbaka.[2] James Burke gör anspråk på den engelska mästerskapstiteln i tungvikt.[3]

- 18 oktober – Nick Ward besegrar Jim Bailey i Ditton Marshes. Matchen varar i 55 minuter över 33 ronder.[4]

### Cricket
- Okänt datum – Kent CCC vinner County Championship (en inofficiell titel fram till 1890, då de första officiella mästarna koras).

### Rodd
- 3 april – Cambridge vinner universitetsrodden över Oxford. Ställningen är därmed 2–1 till Cambridge.[5]

- Okänt datum – Henley Regatta hålls för första gången på Themsen vid Henley.[6]

## Avlidna
- 3 maj – Pehr Henrik Ling, svensk gymnastikledare[7]

## Bildade föreningar och klubbar
- 18 februari – Detroit Boat Club, amerikansk roddklubb[8]